# Joseph Incandela
Joseph Robert „Joe“ Incandela (* 1956) ist ein US-amerikanischer experimenteller Teilchenphysiker. Er ist Professor an der University of California, Santa Barbara (UCSB).
Incandela wurde 1986 an der University of Chicago in Physik bei Henry Frisch promoviert über die Entwicklung großer supraleitender Detektoren für magnetische Monopole. Er war am UA2 Experiment des CERN, wo er als CERN Fellow die 1983 dort gerade nachgewiesenen W- und Z-Bosonen studierte. Danach suchte er am Institut für Kernphysik in Mailand (INFN)  nach geladenen Higgs-Bosonen. 1991 ging er wieder in die USA ans Fermilab, wo er Silizium-Teilchendetektoren für das CDF entwickelte und führend an der Suche nach dem Top-Quark beteiligt war, das 1995 am Fermilab entdeckt wurde. Ab Ende der 1990er Jahre war er an der Entwicklung des CMS Detektors beteiligt (Entwicklung von dessen Tracking-System). Ab 2001 war er an der UCSB wo er die US-Gruppe für das Tracking im CMS leitete. Ab 2007 war er fest am CERN und ab 2010 stellvertretender Sprecher und ab 2012 Sprecher von CMS. 2012 gelang dort und am zweiten großen LHC Experiment  ATLAS die Entdeckung eines mit dem Higgs-Boson des Standardmodells kompatiblen Bosons. Für seine Beteiligung daran erhielt er 2012 mit anderen den Special Fundamental Physics Prize. 2015 wurde er in die National Academy of Sciences gewählt, 2021 in die American Academy of Arts and Sciences.